# Белински, Бо
Роберт «Бо» Белински (англ. Robert «Bo» Belinsky, 7 декабря 1936, Нью-Йорк — 23 ноября 2001, Лас-Вегас) — американский бейсболист, питчер. Выступал в Главной лиге бейсбола с 1962 по 1970 год.

## Биография

### Ранние годы
Роберт Белински родился 7 декабря 1936 года в Нью-Йорке. Позднее их семья переехала в родной город его отца Эдварда Трентон в Нью-Джерси. У них было четверо детей. Эдвард был разнорабочим, а затем открыл мастерскую по ремонту телевизоров. Мать Роберта, Анна, работала на производстве чулок и носков. Детство Роберта прошло на улицах Трентона, где он получил своё прозвище в честь боксёра Бобо Олсона. Во время учёбы в школе он не занимался спортом, так как ему не нравилось строгое расписание занятий и режим.
В бейсбол он начал играть на городских пустырях, где он мог появляться в удобное для себя время. После окончания школы Роберт большую часть времени проводил в окрестностях Трентона, играя в пул и изредка выходя на бейсбольное поле. Белински попал в поле зрения скаута «Питтсбург Пайрэтс» Рекса Роуэна. Клуб рискнул и в мае 1956 года Белински подписал профессиональный контракт. Позднее он говорил: «Я не настолько любил бейсбол. Просто мне хотелось уехать из Трентона». Руководство «Пайрэтс» отправило его в команду D-лиги в Брансуик, но там Бо провалился. Он не смог освоиться в команде и в середине сезона покинул её. В тридцати трёх сыгранных иннингах его показатель пропускаемости составил 7,36.

### Балтимор Ориолс
«Питтсбург» продал Белински в «Балтимор Ориолс». Он играл в фарм-клубах, одновременно зарабатывая репутацию любителя ночной жизни. У него не было хороших отношений ни с одним из тренеров. После сезона 1959 года, в котором Бо поиграл за четыре разных команды, он вспылил и пригрозил клубу уходом. Тренеры «Ориолс» отдавали предпочтение другим молодым питчерам-левшам Стиву Барберу и Стиву Далковски. Весной 1960 года он провёл сборы с «Балтимором» и был отправлен играть в Ванкувер. Летом Бо призвали на военные сборы в Форт-Нокс. После них он вернулся в команду, но в чемпионате провёл на поле только тридцать два иннинга. Причиной стала травма руки, полученная в драке в баре.
На сборах весной 1961 года Белински своими гулянками приводил в бешенство генерального менеджера «Ориолс» Пола Ричардса. Перед началом чемпионата его отправили в АА-лигу в «Литл-Рок Трэвелерс». Неожиданно для многих Бо провёл там отличный сезон. Он получил больше игрового времени, чем в двух предыдущих сезонах, и стал лучшим в лиге по числу сделанных страйкаутов. В то же время, Бо не изменял себе. В середине июля он неожиданно объявил о завершении карьеры и возвращении в Трентон, где он намеревался изучать электронику. Позднее Белински передумал и вернулся в «Литл-Рок».
Несмотря на все успехи, он не смог пробиться в расширенный состав Балтимора. В ноябре 1961 года Белински на драфте по правилу №5 был выбран клубом «Лос-Анджелес Энджелс». Скауты команды заметили Бо, когда он играл в зимней лиге в Венесуэле. Также они просматривали его в играх за «Трэвелерс».

### Лос-Анджелес Энджелс
На первые сборы в составе «Энджелс» Белински опоздал. Сам он объяснял это тем, что устал от бейсбола за зиму в Венесуэле. Спортивные журналисты из Лос-Анджелеса в ответ называли его обманщиком, хвастливым и эксцентричным. Поначалу Бо также отказывался подписывать контракт с установленной лигой минимальной зарплатой 6 000 долларов. Через два дня сборов генеральный менеджер клуба Фред Хейни поставил Роберту ультиматум и тот сдался. На публике Бо вёл себя уверенно, рекламировал себя, носил модную одежду и солнечные очки, совсем не походя на новичка. Обозреватель Los Angeles Times Брейвен Дайер назвал его воплощением Нарцисса. Тренер команды Марв Гриссом отметил потенциал новобранца, но сказал, что тот куда больше заботится о себе, чем о своей работе.
В Главной лиге бейсбола Бо дебютировал 18 апреля 1962 года. Он провёл на поле шесть иннингов и одержал победу над «Канзас-Сити Атлетикс». Через неделю Белински провёл полную игру против «Кливленда». 5 мая, в своей четвёртой игре в лиге, он сыграл ноу-хиттер против «Балтимора», своей бывшей команды. Эта игра мгновенно сделала его звездой. В матче с «Чикаго Уайт Сокс» Бо установил личный рекорд, сделав одиннадцать страйкаутов. Одновременно он всё больше погружался в ночную жизнь Лос-Анджелеса. Журналист Мелвин Дарслег назвал образ жизни Белински бедламом. Хейни и главный тренер «Энджелс» Билл Ригни безуспешно пытались притормозить похождения своего игрока.
Первый скандал произошёл 13 июня. Полиция задержала Белински в пять часов утра после того, как тот всю ночь гулял со своим одноклубником Дином Ченсом. Женщина, которую они подвозили, обвинила Бо в нападении. Позднее её иск был отклонён судом. 6 июля Белински провалил старт домашней игры с Бостон Ред Сокс и был заменён, не доиграв первый иннинг. На выходе с поля его освистали трибуны. Фред Хейни был обеспокоен негативным влиянием Бо на команду и, в частности, на Ченса, который постепенно становился одним из лучших в составе.
Хейни, казалось, нашёл выход из ситуации. Он выменял у «Канзас-Сити» молодого питчера Дэна Осински. Компенсацией должен был стать игрок, которого руководство «Атлетикс» назовёт позже. Генеральные менеджеры заключили джентльменское соглашение, что им станет Белински. В начале сентября информация об этом просочилась в прессу. Бо, само собой, не хотел менять Лос-Анджелес на Канзас-Сити, который он считал одним из скучнейших городов в лиге. Позднее сделка между клубами была отменена комиссаром МЛБ Фордом Фриком. Свой первый год в лиге Роберт закончил с десятью победами и одиннадцатью поражениями, пропускаемостью 3,56 и ста сорока пятью страйкаутами.
В межсезонье Хейни поставил игроку ещё один ультиматум. Бо пообещал измениться, но затем снова опоздал на сборы, сославшись на болезнь, а в Лос-Анджелесе продолжил свои похождения. Сезон он начал плохо и появились слухи о возможном обмене игрока. В конце мая руководство клуба отправило его в фарм-клуб ААА-лиги на Гавайи. Белински не появлялся в расположении команды в течение семи недель и приехал туда только после того, как Хейни остановил выплату ему зарплаты. В основной состав Энджелс Бо вернулся только в сентябре. В играх чемпионата он одержал две победы при девяти поражениях при пропускаемости 5,75.
Весной 1964 года Роберт удивил всех. Он вовремя приехал на сборы команды и серьёзно относился к тренировкам. Спортивные газеты даже отметили его стрижку. В первом матче чемпионата он одержал победу над «Детройт Тайгерс», но получил травму спины и пропустил десять дней. 27 мая Бо сыграл победную полную игру против «Миннесоты», а затем до 9 июля одержал ещё шесть побед. Ещё через месяц его карьера в клубе практически завершилась. В начале августа, после поражения от Индианс, Белински заявил, что ему пора сменить обстановку, а в деньгах он ничего не потеряет. 14 августа во время выезда в Вашингтон, выпивший Бо подрался с журналистом Брейвеном Дайером. Игрок был немедленно отправлен обратно в Лос-Анджелес и оштрафован. Через несколько дней обиженного Белински снова отправили на Гавайи. Кошмар Фреда Хейни закончился в декабре, когда он обменял скандального игрока в «Филадельфию».
На протяжении всех трёх лет выступлений за «Энджелс», Бо намного больше интересовался возможной карьерой в кино. Он даже нанял агента и несколько раз появлялся в различных голливудских постановках. Уже после ухода из клуба, в 1967 году Белински сыграл второстепенную роль в фильме C'mon, Let's Live a Little.

### Филадельфия Филлис
Карьеру в Филадельфии Бо начал с семи неудачных игр с пропускаемостью 6,58. Тренерский штаб «Филлис» перевёл его в буллпен и использовал в роли запасного. Концовку чемпионата он пропустил из-за перелома ребра и снова поругался с тренером Джином Мауком. После завершения карьеры Белински не раз обвинял его в том, что дальнейшая карьера в лиге у него не сложилась. В том году Бо также начал постоянно принимать амфетамины.
Первую часть сезона 1966 года он провёл в запасе. К середине июня Белински потребовал от тренера дать ему играть или обменять его. В клубе предпочли первый вариант и отправили Бо в команду ААА-лиги «Сан-Диего Падрес». Там он провёл остаток сезона, а в ноябре ненужного «Филадельфии» игрока забрал «Хьюстон». В составе Астрос Бо и одержал свою последнюю победу в лиге.

### Завершение карьеры
Весной 1968 года Белински больше интересовался романом с моделью журнала Playboy Джо Коллинз, чем тренировками с «Астрос». Он снова угрожал уйти из бейсбола и вынудил руководство команды продать его в «Гавайи Айлендерс», которые теперь были фарм-клубом «Чикаго Уайт Сокс». В Гонолулу ему было комфортно. За сезон Бо выиграл девять матчей и проиграл четырнадцать, но его пропускаемость составляла всего 2,97. В конце 1968 года он последний раз поехал играть в Венесуэлу, но в январе со скандалом покинул команду.
В декабре 1969 года права на Белински перешли к «Сент-Луис Кардиналс», финалистам Мировой серии. Бо сильно раздражался от того, что руководство команды контролировало каждый его шаг вне поля. Не дождавшись конца тренировочных сборов, «Кардиналс» продали игрока. В третий раз он вернулся на Гавайи. Под руководством Чака Таннера Бо стал одним из лучших питчеров Лиги Тихоокеанского побережья. Он выиграл двенадцать матчей при пяти поражениях с пропускаемостью 2,82. Статистика игрока привлекла внимание «Питтсбурга» и клуб выкупил права на Белински. Главный тренер команды Ларри Шепард не нашёл общего языка со скандальным игроком, который к тому же проиграл три матча. В межсезонье Бо обменяли в «Цинциннати Редс». В 1970 году он сыграл три своих последних матча в лиге и в середине августа завершил карьеру.

### После бейсбола
В 1971 году Бо развёлся с Джо Коллинс. Он впал в депрессию, начал употреблять кокаин. Бывшие партнёры по команде неоднократно пытались ему помочь, оплачивали лечение в клиниках, но Белински срывался. В 1974 году на Гавайях он познакомился с Джейн Вейерхаузер, которая стала его второй женой. Через год после свадьбы она раньше срока родила близнецов и, оставив их в больнице, вернулась домой. Разгневанный Бо угрожал супруге оружием, ранил её в бедро и пытался застрелиться сам. Только после этого в его жизни наступил перелом.
В конце 1976 года Белински лёг в клинику в Лос-Анджелесе. Тогда же он начал интересоваться религией. В 1981 году он развёлся с Джейн. Третий брак Бо также завершился разводом в 1989 году. Всю свою оставшуюся жизнь он вёл борьбу с пагубными привычками, посещал собрания Анонимных алкоголиков и работал с психиатром.
23 ноября 2001 года Бо Белински умер в своём доме в Лас-Вегасе. Причиной смерти стал сердечный приступ. В последние годы жизни он также страдал от рака мочевого пузыря и перенёс операцию по замене тазобедренного сустава.